# فصل دو
فصل دو (انگلیسی: Chapter Two) فیلمی در ژانر کمدی رمانتیک است که در سال ۱۹۷۹ منتشر شد.

## جوایز
مارشا ماسون موفق شد برای بازی در این فیلم برای دریافتِ جایزه اسکار بهترین بازیگر نقش اول زن نامزد شود.